# ローレンス・ダンダス (初代ゼットランド侯爵)

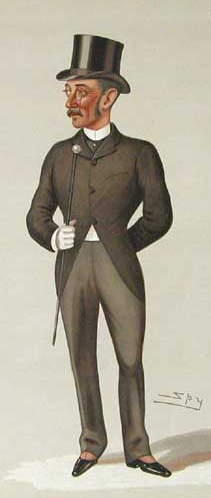
〚バニティ・フェア〛誌に描かれた初代ゼットランド侯の似顔絵

初代ゼットランド侯爵ローレンス・ダンダス（英語: Lawrence Dundas, 1st Marquess of Zetland, KT, PC、1844年8月16日 - 1929年3月11日）は、イギリスの貴族、政治家。

## 経歴
1844年8月16日、ジョン・ダンダス(初代ゼットランド伯爵ローレンス・ダンダスの次男)とその妻ハリエット(旧姓ホール)の息子として生まれる。
ハーロー校を経てケンブリッジ大学トリニティ・カレッジへ進学した。
1866年に王立近衛騎馬連隊に入隊したが、1871年には退役した。
1872年から1873年までリッチモンド選挙区から選出されて自由党所属の庶民院議員を務めた。
1873年5月6日に伯父にあたる第2代ゼットランド伯爵トマス・ダンダスが子供なく死去したため、第3代ゼットランド伯爵位を継承し、貴族院議員に転じた。
1874年からフリーメイソンの北及び東リーディング地方グランドマスターを務めた。1876年から1911年にかけてゼットランド狩猟協会マスターを務めた。
1880年5月から9月にかけては侍従たる貴族院議員を務めた。1889年に枢密顧問官(PC)に列する。
1889年から1892年にかけてアイルランド総督を務めた。
1892年8月22日に初代ゼットランド侯爵に叙せられた。1895年から1897年にかけてリッチモンド市長を務めた
1929年3月11日に死去。

## 栄典

### 爵位・準男爵位
- 1873年5月6日、第3代ゼットランド伯爵 (3rd Earl of Zetland)(1838年創設連合王国貴族爵位)
- 1873年5月6日、第3代ヨーク州におけるノース・ヨークシャー・アスクのダンダス男爵 (3rd Baron Dundas, of Aske, North Yorkshire in the County of York)(1794年創設グレートブリテン貴族爵位)
- 1873年5月6日、第5代リンリスゴー州におけるカースのダンダス準男爵 (5th Baronet, of Kerse in the County of Linlithgow)(1762年創設グレートブリテン準男爵位)
- 1892年8月22日、初代ゼットランド侯爵 (1st Marquess of Zetland)(連合王国貴族爵位)
- 1892年8月22日、初代オークニー及びゼットランド州におけるロナルドセイ伯爵 (1st Earl of Ronaldshay, in the County of Orkney and Zetland)(連合王国貴族爵位)[2]

### 勲章
- 1900年、シッスル騎士団(シッスル勲章)ナイト(KT)[3][2]

## 家族
1871年に第9代スカーバラ伯爵リチャード・ラムリーの娘リリアンと結婚した。彼女との間に以下の5子を儲ける。
- 第1子(長女)ヒルダ・メアリー・ダンダス (1872-1957) - 第4代サウザンプトン男爵チャールズ・フィッツロイと結婚
- 第2子(長男)トマス・ダンダス (1874) - 儀礼称号でダンダス卿。早世
- 第3子(次男)ローレンス・ジョン・ラムリー・ダンダス (1876-1961) - 第2代ゼットランド侯爵を継承。政治家
- 第4子(次女)モード・フレデリカ・エリザベス・ダンダス (1877-1967) - 第7代フィッツウィリアム伯爵（英語版）ウィリアム・ウェントワース＝フィッツウィリアム（英語版）と結婚
- 第5子(三男)ジョージ・ヘニッジ・ローレンス・ダンダス (1882-1968) - 陸軍軍人